# حجرة (أسلحة نارية)
حجرة السلاح الناري كما تعرف باسم حجرة الطلقة أو بيت النار هي التجويف الموجود في الطرف الخلفي للسبطانة أو أسطوانة سلاح التحميل الخلفي، حيث تُدخل الذخيرة قبل إطلاقها. الفتحة الخلفية للحجرة هي المؤخرة، وتُغلق بواسطة كتلة المؤخرة أو المزلاج.